# Elena (Bulgaria)
Elena (en búlgaro: Елена) es una ciudad de Bulgaria en la provincia de Veliko Tarnovo.

## Geografía
Se encuentra a una altitud de 282 m s. n. m. a 331 km de la capital nacional, Sofía.

## Demografía
Según estimación 2012 contaba con una población de 5 557 habitantes.
|         | 2004  | 2005  | 2006  | 2007  | 2008  | 2009  | 2010  |
| Mujeres | 3 136 | 3 087 | 3 054 | 3 016 | 2 986 | 2 950 | 2 917 |
| Varones | 2 908 | 2 864 | 2 828 | 2 798 | 2 758 | 2 715 | 2 706 |
| Total   | 6 044 | 5 951 | 5 882 | 5 814 | 5 744 | 5 665 | 5623  |